# Mörttjärnen (Hamrånge socken, Gästrikland, 676823-156468)
Mörttjärnen är en sjö i Gävle kommun i Gästrikland och ingår i Skärjåns huvudavrinningsområde. Sjön har en area på 0,121 kvadratkilometer och ligger 61 meter över havet.

## Delavrinningsområde
Mörttjärnen ingår i det delavrinningsområde (676987-156329) som SMHI kallar för Utloppet av Tönnebrosjön. Medelhöjden är 62 meter över havet och ytan är 8,24 kvadratkilometer. Räknas de 53 avrinningsområdena uppströms in blir den ackumulerade arean 255,73 kvadratkilometer. Avrinningsområdets utflöde Skärjån (Tönsån) mynnar i havet. Avrinningsområdet består mestadels av skog (56 procent) och sankmarker (10 procent). Avrinningsområdet har 2,69 kvadratkilometer vattenytor vilket ger det en sjöprocent på 32,7 procent.